# Manuel Ulrich
Manuel Ulrich (* 31. August 1986 in Donaueschingen) ist ein deutscher Koch.

## Werdegang
Nach dem Abitur und der Ausbildung im Öschberghof in Donaueschingen ging Ulrich 2012 für eine Wintersaison zum Burg Hotel Oberlech in Lech in Österreich; dann kehrte er zum Öschberghof zurück.
2016 wechselte er zum Restaurant Haerlin bei Christoph Rüffer in Hamburg (zwei Michelinsterne). 2017 folgte die Meisterprüfung. 2018 ging er zur Schwarzwaldstube bei Torsten Michel im Hotel Traube Tonbach in Baiersbronn (drei Michelinsterne).
Seit 2019 ist er Küchenchef im Restaurant Ösch Noir im Öschberghof in Donaueschingen. 2020 wurde das Restaurant mit einem Michelinstern ausgezeichnet, 2021 mit zwei Sternen.

## Auszeichnungen
- 2019: Ein Michelinstern für das Restaurant Ösch Noir
- 2020: Zwei Michelinsterne für das Restaurant Ösch Noir[3]